# GAC 히노
GAC 히노(영어: GAC Hino, 중국어 간체자: 广汽丰田汽车有限公司)는 히노 자동차와 광저우 자동차 그룹 간의 합작 투자 회사로 본사는 중국 광저우시에 있다.